# Föderation Jüdischer Gemeinden Russlands
Die Föderation der Jüdischen Gemeinden Russlands (russisch Федерация еврейских общин России, Abk. FEOR; engl. Federation of Jewish Communities of Russia, Abk. FJCR) ist die größte jüdische Organisation in Russland und vertritt die Interessen der jüdischen Gemeinschaft im Land, insbesondere der Gemeinden des orthodoxen Judentums, vor allem der chabad-chassidischen Bewegung. Sie wurde 1999 gegründet und repräsentiert inzwischen über 200 jüdische Gemeinden in ganz Russland.
Der Verband bietet der jüdischen Gemeinschaft eine breite Palette von Dienstleistungen an, darunter religiöse und kulturelle Programme, Bildung, soziale Dienste und Unterstützung für die Gemeindeentwicklung. Darüber hinaus setzt sie sich für die Förderung der jüdischen Identität und Kultur in Russland sowie für gute Beziehungen zwischen der jüdischen Gemeinde und der russischen Gesellschaft im Allgemeinen ein.

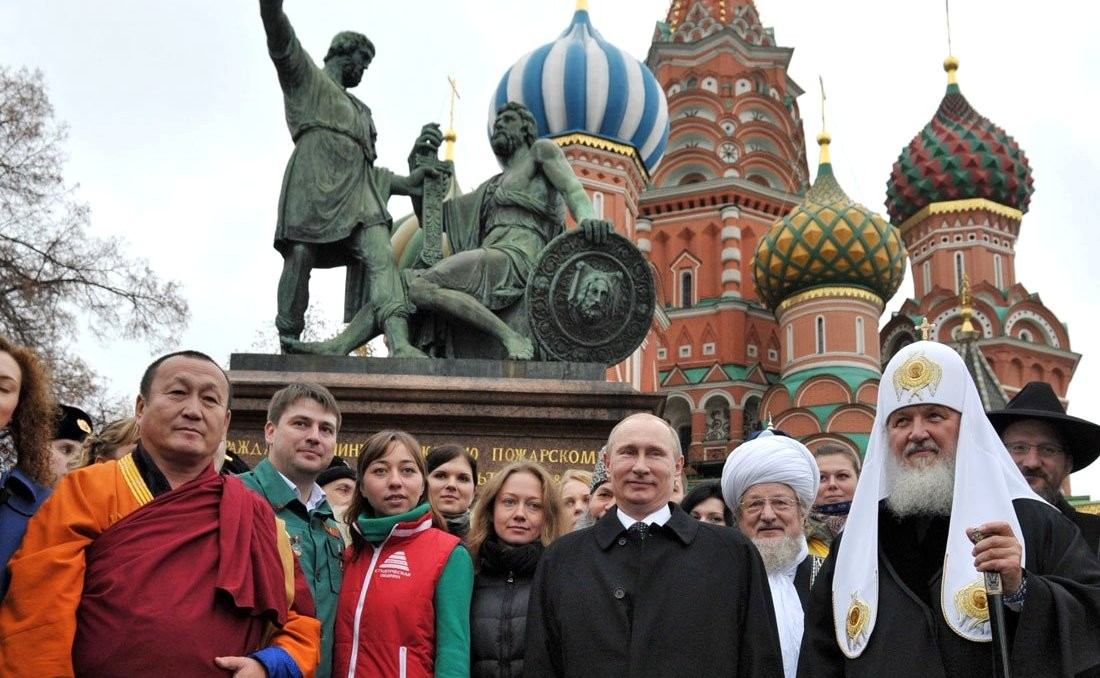
Vertreter der traditionellen Religionen – Pandito Hambo-Lama Damba Ajuschejew, Muchammad Rachimow, Talgat Tadschuddin, Kyrill I., Berel Lazar – zusammen mit Wladimir Putin am Tag der Einheit des Volkes (2012) vor dem Minin-und-Poscharski-Denkmal vor der Basilius-Kathedrale auf dem Roten Platz in Moskau.

Eine der bekanntesten Persönlichkeiten, die mit dem Verband in Verbindung gebracht werden, ist Rabbiner Berel Lazar, der seit 2000 als Oberrabbiner der Organisation fungiert. Lazar ist ein enger Verbündeter des russischen Präsidenten Wladimir Putin, und seine Beziehung zum Kreml war eine Quelle der Kontroverse innerhalb der russischen jüdischen Gemeinschaft und unter internationalen jüdischen Organisationen.